# Catostomus bernardini
Catostomus bernardini é uma espécie de peixe actinopterígeo da família Catostomidae.
Pode ser encontrada nos seguintes países: México e nos Estados Unidos da América.